# André Chavanne
Pour les articles homonymes, voir Chavanne.
André Chavanne, né le 2 juillet 1916 à Paris et décédé le 25 septembre 1990 à Genève, est un homme politique suisse, membre du Parti socialiste. 
Il est conseiller d'État, chargé du département de l'Instruction publique, de 1961 à 1985. C'est l'une des plus grandes figures politiques du canton de Genève.

## Biographie

### Professeur de physique
Son père est un petit vigneron né à Bardonnex dans le canton de Genève qui a ensuite émigré en France où il est chauffeur de maître en Anjou. Sa mère est domestique. Sa femme Renée Schidlof, est fonctionnaire au Bureau International du Travail, puis professeur de mathématiques.
Après avoir obtenu son baccalauréat en France, il commence à enseigner la chimie et la physique à l'Institut Florimont (Petit-Lancy/Genève) dès 1933. Il obtient une licence en mathématiques à l'Université de Genève en 1936. Il est un membre très actif de la Société de Belles-Lettres.
Durant la Seconde Guerre mondiale il est mobilisé dans le fort de Savatan dans le Valais. Puis il revient à l'Institut Florimont où il enseigne également les mathématiques élémentaires jusqu'en 1944.
Puis il est professeur de physique à l'École d'ingénieur de Genève et également aux cours du soir de 1941 à 1961.
André Chavanne part de 1952 à 1953 en Équateur pour une mission éducative auprès de l'Unesco. Ce séjour en Amérique du Sud marquera profondément sa fibre humaniste.
Dès 1955 il fait partie du comité de rédaction de l'encyclopédie L'ère atomique. En 1956 il crée la revue Industries atomiques, dont il est rédacteur en chef jusqu'en 1964.

### Sa carrière politique
Dès 1956 il devient très actif dans les associations professionnelles puis syndicales d'enseignants et il adhère au Parti socialiste genevois, qu'il préside de 1957 à 1961, tout en étant également conseiller municipal de la Ville de Genève.
En 1961 il est élu brillamment conseiller d'État, comme professeur il est chargé du département de l'Instruction Publique. Il effectue cinq mandats jusqu'en 1985, c'est un record. Il est l'homme politique qui est resté le plus longtemps en fonction de tout le XXe siècle. André Chavanne lance la réforme importante du cycle d'Orientation qui favorise la démocratisation des études des élèves jusqu'à la fin de la scolarisation obligatoire à l'âge de 15 ans environ. Il lance également d'autres réformes importantes avec la création du Collège du Soir, l'École de Culture générale et l'Université du troisième âge. Il a également permis notamment le financement du Centre d'Animation Cinématographique en 1971.
Il a également été élu conseiller national à Berne de 1967 à 1977.
Il siège par ailleurs dans de nombreux organismes dont la Commission suisse de l'Unesco, le comité du conseil du CERN et le conseil de fondation de l'Institut universitaire d'Études européennes de Genève.

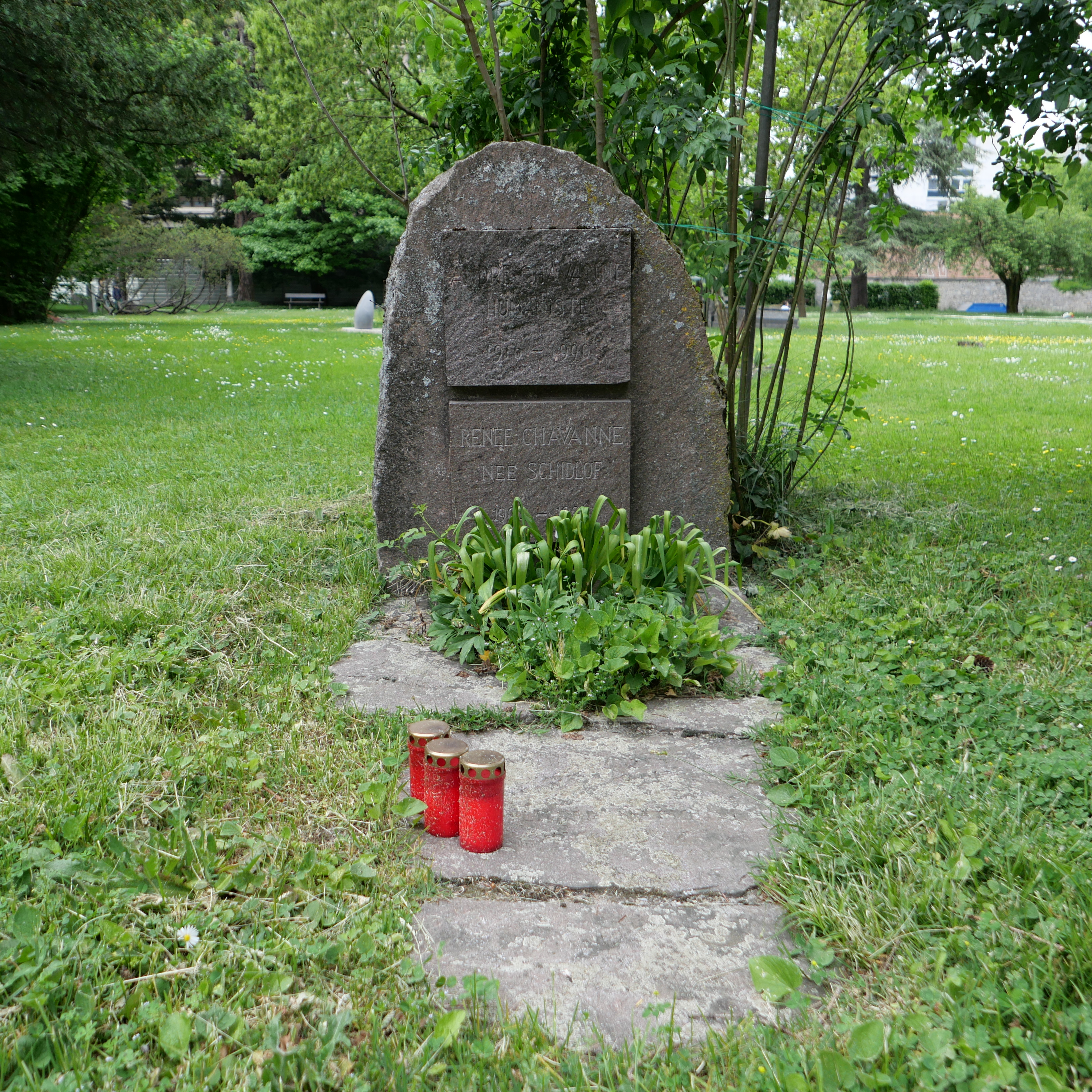
Tombe d'André-Chavanne au cimetière des Rois (Genève)

Très populaire à Genève, à la fois pour sa faconde naturelle et pour son action pour la réforme de l'enseignement. Chavanne s'est fait aussi connaître hors de son canton, il reçoit la Légion d'honneur en 1987. Il prend également la défense des immigrés et des réfugiés. Après sa mort, André Chavanne laisse le souvenir d'un homme très chaleureux, ayant le courage de ses opinions, ayant toujours une bonne histoire à raconter. Il possédait également une forte conscience politique.
Il est enterré avec sa femme au cimetière des Rois où reposent certains magistrats genevois ainsi que des personnalités ayant contribué à la renommée de la ville de Genève.
André Chavanne a donné son nom au Collège et école de commerce André-Chavanne, inauguré en 1993 et situé dans le quartier du Petit-Saconnex.